# گیل رابینز
گیل رابینز (انگلیسی: Gale Robbins؛ ۷ مهٔ ۱۹۲۱ – ۱۸ فوریهٔ ۱۹۸۰) یک بازیگر سینما، و خواننده اهل ایالات متحده آمریکا بود.